# Langelandia niticosta
Langelandia niticosta es una especie de coleóptero de la familia Zopheridae.

## Distribución geográfica
Habita en Malta.